# La Porte (Teksas)
La Porte – miasto w Stanach Zjednoczonych, w stanie Teksas, w hrabstwie Harris, nad zatoką Galveston, leżące na przedmieściach Houston.

## Demografia
Według danych pięcioletnich z 2023 roku, w La Porte większość stanowią biali niebędący Latynosami (50,6%), a dużą grupę stanowią też Latynosi (37,2%). Pozostała populacja to głównie Afroamerykanie (7,6%) oraz mniejsze grupy Azjatów, rdzennej ludności Ameryki i osób deklarujących dwie lub więcej ras.